# Château de Condé
El château de Condé es una finca privada habitada todo el año situada en Condé-en-Brie, Aisne, en la ruta de la Champaña, 100 km  al este de París.
Está catalogado como monumento histórico desde el 18 de octubre de 1979.
A petición de los Borbones, los príncipes de Saboya y luego el marqués de La Faye, los artistas más prestigiosos como Watteau y sus alumnos Lancret, Pater o Bonaventure de Bar, Boucher u Oudry crearon sus suntuosas decoraciones de los siglos XVII y XVIII. Este castillo permite evocar una parte de la historia de Francia a través de personajes ilustres como Condé, Savoie, La Fontaine o Richelieu, sin olvidar Olympe y sus polvos misteriosos.
El ala Watteau y sus frescos descubiertos recientemente, el dormitorio de Richelieu, los apartamentos privados y el excepcional salón decorado por Oudry son sus principales atractivos.

## Histórico
La proximidad de la confluencia del Dhuis y el Surmelin, un afluente del Marne, dará su nombre al pueblo de Condé-en-Brie . De hecho, la raíz de la palabra Condé proviene del topónimo de origen galo Condate que significa etimológicamente " confluencia ".
Habitado desde los tiempos más remotos, este lugar fue utilizado como teatro en el año 500 para una lucha entre Senones y Condruses. Importantes vestigios de esta época quedan en los cimientos del castillo. Probablemente sean los de una villa galorromana. El beato Jean de Montmirail fue el primer señor de Condé. Era entonces sólo un bastión noble con alta y baja justicia y autorización de siniestras bifurcaciones . Su yerno, Enguerrand III de Coucy, construyó el primer castillo digno de ese nombre en 1200 . Los muros de dos metros de espesor y las anchas saeteras dan testimonio de este período. Marie de Coucy, última de esta línea, trae en 1400 a su marido, el conde de Bar, las tierras de Condé que luego pasan, siempre por el juego de las alianzas, a la Casa de Luxemburgo . En 1487, la Casa de Borbón entró en posesión del señorío a través del matrimonio de María de Luxemburgo con Francisco de Borbón, Conde de Vendôme. Esto pasó luego a uno de sus hijos, Louis, dijo el cardenal de Bourbon-Vendôme, abad de Saint-Denis, arzobispo de Sens, obispo de Laon y Luçon. Este último transformó el Château des Coucy en un gran pabellón de caza renacentista, cuyo edificio actual ahora representa solo alrededor de dos tercios de la superficie inicial. Sus brazos rematados por el capelo cardenalicio, aún aparecen en el frontón de una puerta y una chimenea.

### Cuna de la Casa de Condé
Todavía cerrado alrededor de un patio cuadrado, estaba rodeado por muros que se extendían a dos edificios de este período. La puerta de entrada al oeste y la capitanía al este, el antiguo cuartel del capitán de la guardia bajo el que se ubicaban las cárceles, del que aún se conserva la pesada puerta y las imponentes cerraduras. Muchos pasajes subterráneos, algunos de los cuales aún podrían reutilizarse, conectaban los distintos edificios junto al río. Louis, sobrino del cardenal de Borbón-Vendôme que fue su tutor se llamó a sí mismo "señor príncipe". Comúnmente conocido como el Príncipe de Condé, este título probablemente se quedó con él porque le gustaba este lugar después de haber pasado allí parte de su infancia. A la muerte de su tío en 1556, heredó las tierras de Condé que se extendían por más de diez pueblos. Su primera esposa, Éléonore de Roye, crio allí a sus hijos. Murió allí en 1564, después de haber sido algo abandonada por el príncipe, líder del partido hugonote. Después de su asesinato en Jarnac por el capitán de Montesquiou en 1569, el principado de Condé permaneció en la Casa de Borbón hasta 1624 cuando pasó a la de Saboya por el matrimonio de María de Borbón-Condé con Tomás de Saboya-Cariñena.
El Château de Condé, que tiene el privilegio de haber dado su nombre a una de las ramas más ilustres de la Casa de Borbón, corrió entonces una suerte menos envidiable. En 1711, Louis XIV confiscó las propiedades de los Saboya en Francia, sin duda en venganza de los fracasos sufridos por el príncipe Eugenio al frente de los ejércitos austríacos. El castillo, puesto bajo secuestro, fue ocupado militarmente de 1711 a 1719 y estaba en muy mal estado cuando fue comprado por Jean-François Leriget de La Faye.

### Jean-Francois Leriget de La Faye
Este hombre dotado de muchos talentos era al mismo tiempo financiero, hombre de letras y diplomático al servicio del rey Luis XIV y del Regente.
Administrador de la Compagnie des Indes, miembro de la Academia Francesa, fue también jefe del Gabinete Real y consejero especial del rey. En calidad de tal, se le encomendaron importantes misiones, entre otras, la de buscar esposa para el joven Luis XV. Ya propietario de dos hoteles en París donde daba recepciones literarias, quería disfrutar de una residencia” campos » transformando a Condé a la moda del siglo XVIII. 
Encargó su realización a Servandoni, uno de los arquitectos del Palacio Farnesio de Roma, maestro del trampantojo y especialista en escenografía de teatro móvil. Esto le dio al castillo su aspecto actual. Solo conservó los tres edificios que rodean el patio principal. Quitando la cuarta ala que cerraba el patio, trajo el sol. Rehízo las cubiertas y quiso dar a la fachada el aspecto simétrico actual, pero se topó con la parte del XIII XIII . y el grosor de los muros le obligaron a ejercitar su talento para el trampantojo realizando falsas ventanas en parte de la fachada. También se encargó de decorar el interior. Reemplazó la escalera de piedra renacentista con una gran escalera de honor que destaca los baños de la época. Él mismo decoró el gran salón central, dedicado al teatro ya la música. Sus lienzos, pintados a modo de decorados de teatro, cuelgan de las cuatro paredes, reproduciendo en trampantojos estatuas de Girardon ejecutadas para el parque de Versalles y escenas mitológicas, copias de los frescos del Palacio Farnese.
El marqués de la Faye, gran coleccionista de pinturas, también obtuvo la ayuda de pintores famosos de la época. Jean-Baptiste Oudry pintó para otro gran salón cuatro magníficos cuadros que representan las ganancias de la caza y la pesca. Las otras salas fueron decoradas por Watteau  y sus alumnos ; Pater, Lancret y Bonaventure de Bar , así como Lemoyne y sus alumnos. A pesar de la destrucción de la guerra de 1914, muchas pinturas se han mantenido en buen estado mientras que otras han sido cuidadosamente restauradas con la ayuda de prestigiosos talleres. Este trabajo de decoración fue continuado por su sobrino y heredero, Jean-François II Lériget de la Faye, cuya hija se casó con el Conde de La Tour du Pin Lachaux.
Fue ella quien, a la muerte de su padre, heredó el castillo y las tierras de Condé que le pertenecieron hasta 1814, cuando su prima hermana, la condesa de Sade, pasó a ser propietaria por herencia.

### De lafamilia de Sade alos actuales propietarios
Le sucede su hijo, Xavier de Sade, diputado por Aisne bajo la Restauración y la Monarquía de Julio . A través de su hermana, que se convirtió en nuera del Marqués de Sade por su matrimonio con un primo lejano, el castillo pasó a manos de los descendientes de los " marqués divino. »
Las dos invasiones sucesivas marcaron seriamente el Château de Condé. Situado en 1914 cerca del frente del Marne, fue tomado y retomado y los proyectiles no lo perdonaron. Entre 1940 y 1945 el castillo fue ocupado durante toda la guerra, bombardeado y saqueado. Las obras de arte más valiosas se salvaron en el último momento. Cuando la familia de Sade recuperó la posesión del castillo en 1946, acometió una restauración completa del mismo. Esta restauración se llevó a cabo en tres fases:
Entre 1946 y 1958 se reconstruyeron las puertas y ventanas , se reparación los daños más importantes en el techo y se actuó en su entorno del entorno.
Entre 1959 y 1968 se restauraron las salas destinadas a la visita, fin de la restauración de los techos, reinstalación del agua en el castillo.
Entre 1969 y  1980 se repararon los techos de la sala Servandoni, el dormitorio Richelieu y la sala Oudry, se restauraron los lienzos de la sala Servandoni y las pinturas de la sala Oudry, y las salas de la planta baja.
Una vez finalizadas las obras estructurales, la familia de Sade se comprometió a abrir el castillo a los visitantes y a ofrecer una serie de eventos en torno a él, entre ellos:
Conciertos de Régis Chenut, arpa, Aimée Van de Wiele, lavicémbalo, Jean-Philippe Collard, piano, Trio Fantanarosa, “ trío de cuerdas francés », Maurice André (trompeta),
En junio de 1977 el rodaje de la película Jean de La Fontaine de Jacques Vigoureux, Jean Orieux y Gérard Pignol con Pierre Vernier y Bérangère Dautun en particular.
El 5 y 6 rallies de campeones Moet-Ford con numerosos pilotos de Fórmula 1 y rally y personalidades del mundo de la cultura y las artes.
La primera edición del desafío del globo aerostático Mercier con el bautismo del globo aerostático" burbuja dorada.
- Varias exposiciones, en particular de Arte Sacro, entre las primeras en Francia.

Tras el calvario de las dos grandes guerras, que lo dañaron gravemente, se iniciaron los trabajos de restauración aún en curso, clasificándolo como monumento histórico en 1979 . Los Sades fueron dueños de estos lugares hasta 1983. El nuevo propietario, Alain Rochefort continuó el trabajo emprendido por sus predecesores hasta su muerte accidental en 1993. Desde entonces, su esposa, ayudada por sus hijos, ha continuado los trabajos de restauración. Es en un espíritu de continuidad que todo el trabajo realizado en Condé se lleva a cabo.

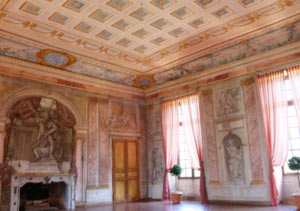
Habitación decorada por Servandoni
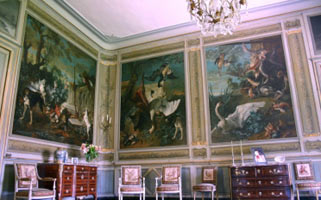
Salón decorado por Jean-Baptiste Oudry (detalle)
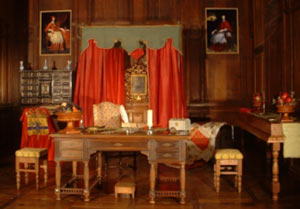
Dormitorio del Cardenal de Richelieu
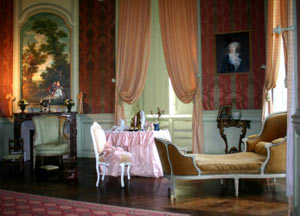
Dormitorio de Olympe Mancini, princesa de Savoie-Carignan
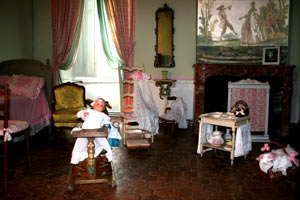
Dormitorio del músico (detalle del ala Watteau)
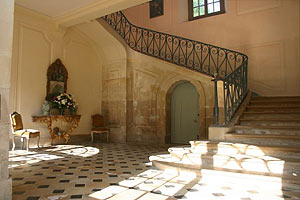
escalera de honor
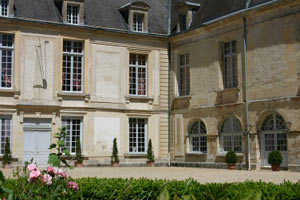
Patio (detalle)